# Bernardin-François Fouquet
Bernardin-François Fouquet, né le 8 janvier 1705 à Rennes et mort le 20 avril 1785 à Paris, est un prélat catholique français, abbé et archevêque d'Embrun de 1740 à 1767.

## Biographie
Bernardin-François Fouquet est le fils de René-François Fouquet de La Bouchefolière et de Bonne Suzanne Gentil. Il est issu d'une lignée collatérale de la famille de Nicolas Fouquet et est un parent éloigné du Maréchal Charles Louis Auguste Fouquet de Belle-Isle.
Destiné à une carrière ecclésiastique, il fait ses études et devient docteur en théologie et reçoit comme prébende l'église de Combes. Oblat de Saint-Benoit à Narbonne en avril 1727, il est abbé commendataire de l'abbaye Saint-Pierre et Saint-Paul de Caunes le 27 du même mois. Agent général du clergé de France nommé par la Province de Toulouse le 25 mai 1735 à 1740, il est nommé à trente cinq ans à la fin de son « Agence  », archevêque d'Embrun le 5 décembre 1740 après avoir prêté serment au roi, il est consacré le 8 janvier 1741 par  Gilbert Gaspard de Montmorin de Saint-Hérem, Évêque-Comte de Langres et le cardinal Étienne-René Potier de Gesvres, Évêque-Comte de Beauvais. Comme archevêque d'Embrun, il porte le titre de « Prince et Chambellan du Saint-Empire ».
Après vingt cinq ans d'un épiscopat sans fait marquant hormis sa piété, sa santé s'étant « altérée du fait du climat des Alpes », il résigne son archevêché le 17 avril 1767. Il reçoit alors en commende l'abbaye Saint-Pierre de la Couture dans le diocèse du Mans.
Il meurt à Paris le 25 mai 1785 et est enterré dans l'église de sa paroisse, Saint-Sulpice.